# Арвати (Кунео)
Арвати је насеље у Италији у округу Кунео, региону Пијемонт.
Према процени из 2011. у насељу је живело 4 становника. Насеље се налази на надморској висини од 1063 м.